# Maria Evangelina da Silva Pinto

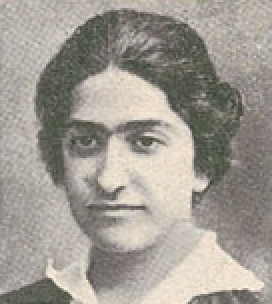
Maria Evangelina da Silva Pinto, c. 1915

Maria Evangelina da Silva Pinto OIP (Angra do Heroísmo, Açores, 1 de maio de 1887 - 1973) foi uma médica portuguesa, pioneira no país.

## Biografia
Foi filha de Manuel Martins Pinto, empregado mercantil e de sua esposa, Júlia Augusta da Silva Pinto. O seu assento de nascimento indica ter sido baptizada no dia 10 de outubro.
Formou-se na Escola Médico-Cirúrgica de Lisboa (atual Faculdade de Medicina da Universidade de Lisboa) em 1915, tendo defendido o "Acto Grande" a 23 de dezembro do mesmo ano, com a tese intitulada "Alguns casos de hermafroditismo", com a nota de 17 valores (qualificação de Bom).
Foi Diretora do Externato Feminino Francês, em Lisboa.
O Arquivo Histórico da Presidência da República conserva à sua guarda documentos que lhe dizem respeito, tendo sido indicada pelo Ministro da Educação Nacional, Francisco de Paula Leite Pinto, para condecoração com o grau de Oficial da Ordem da Instrução Pública em 1959; veio a receber esta condecoração em 22 de Janeiro de 1960, por parte do Presidente Américo Tomás.